# 塞梅拉
塞梅拉（吉兹语: ሰመራ）是埃塞俄比亚东北部的一个新建城镇，已经取代阿萨伊塔成为阿法尔州的首府。已建成的建筑包括塞梅拉卫生学院，它于2007年开始授课。